# Kastell Slăveni

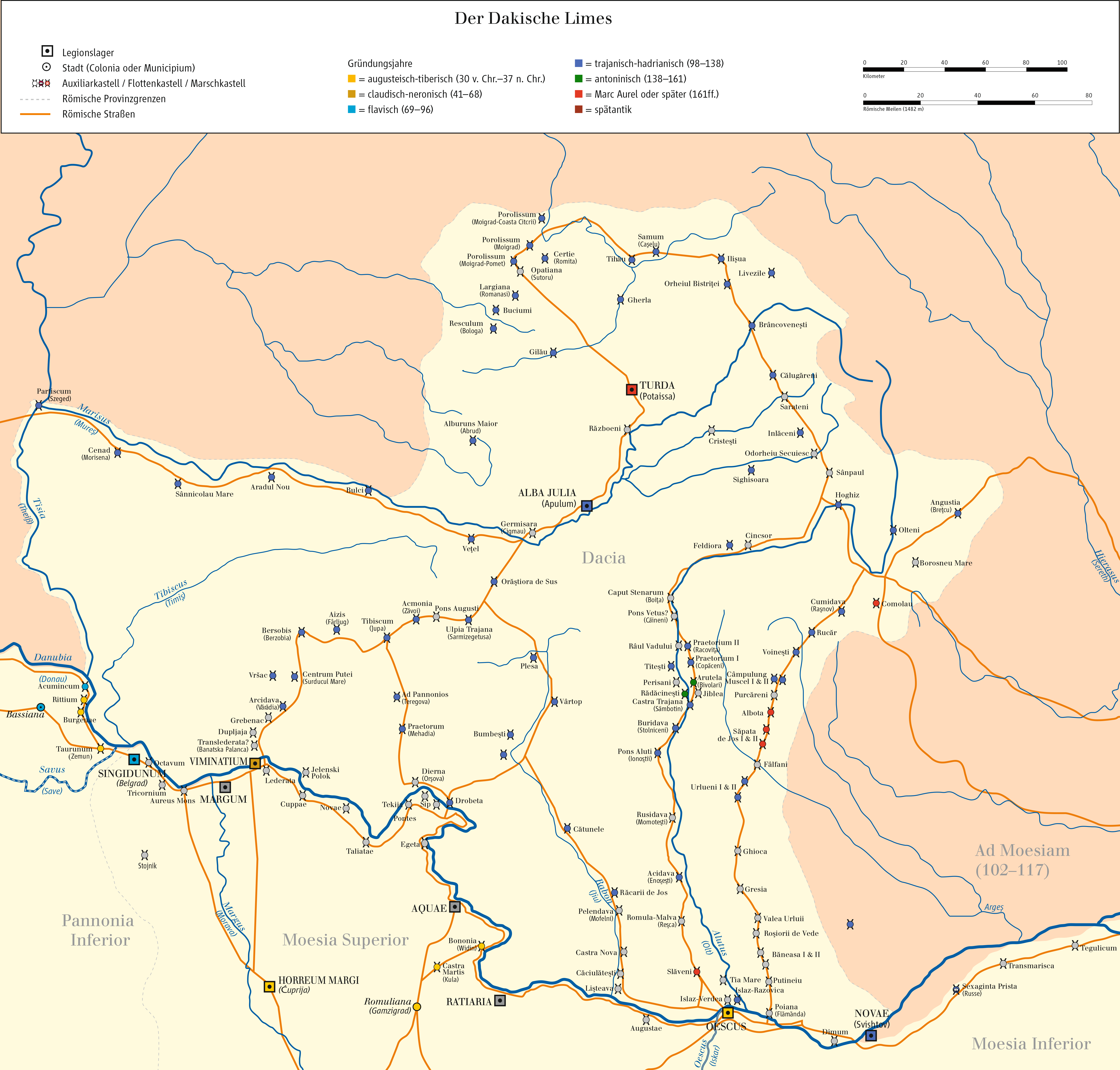
Kastell Slăveni im Verlauf der dakischen Limites

Das Kastell Slăveni ist ein ehemaliges römisches Hilfstruppenlager auf dem Gebiet der Gemeinde Gostavățu, Kreis Olt, in der rumänischen Region Kleine Walachei. In antiker Zeit war es Bestandteil des Limes Alutanus und gehörte administrativ zur Provinz Dacia inferior, später zur Dacia Malvensis. Gemeinsam mit insgesamt 277 Stätten des Dakischen Limes wurde das Kastell Slăveni 2024 zum UNESCO-Weltkulturerbe erhoben.

## Lage
Im heutigen Siedlungsbild liegt das ehemalige Kastell und jetzige Bodendenkmal im Zentrum der Gemeinde Gostavățu, in der Flur „Cetate“. Das Kastellgelände ist nicht überbaut, was dazu geführt hat, dass durch Steinraub und Raubgrabungen in der Vergangenheit einiger Schaden an den Strukturen angerichtet wurde. Östlich des Kastellareals, zwischen diesem und dem Fluss Olt, erstreckte sich der Auxiliarvicus. In antiker Zeit hatte die Kastellbesatzung die Aufgabe, den Verkehr auf dem Fluss und auf der parallel zu diesem verlaufenden Limesstraße zu überwachen. Darüber hinaus galt es, einen in der Nähe befindlichen Flussübergang ins Barbaricum zu kontrollieren. Innerhalb der Kastell-Linie des Limes Alutanus scheint dem Kastell eine Schlüsselposition zugekommen zu sein.

## Forschungsgeschichte
Die überlieferten Kenntnisse von einem römischen Siedlungsplatz in Slăveni reichen bis ins 18. Jahrhundert zurück. Es handelt sich dabei um Erwähnungen im Zusammenhang mit militärgeographischen Untersuchungen der Region. Den ersten Versuch einer systematischeren Beschreibung machte August Treboniu Laurian 1845. Diese wurden 1851 durch die Beobachtungen von Johann D. F. Neigebaur, dem preußischen Konsul in Bukarest ergänzt. Die erste ernstzunehmende Ausgrabung wurde 1893 in einer kurzen, aber intensiven Grabungskampagne, die drei Wochen lang dauerte und an der 50 Soldaten als Hilfskräfte beteiligt waren, unter der Leitung von Grigore Tocilescu und Pamfil Polonic durchgeführt. Systematische Erforschungen nach modernen wissenschaftlichen Kriterien erfolgten in den Jahren 1962 bis 1981 durch ein Wissenschaftlerkollektiv unter der Leitung von Dumitru Tudor. Viele der an den damaligen Ausgrabungen beteiligten Studenten entwickelten sich später ihrerseits zu provinzialrömischen Archäologen.

## Archäologische Befunde
Im Rahmen der oben beschriebenen archäologischen Untersuchungen gelang es, zwei verschiedene Hauptbauphasen und eine Reparaturphase innerhalb der zweiten Bauphase zu differenzieren. Ferner konnten der Auxiliarvicus, die Thermen, die Gräberfelder und eine Töpferwerkstatt lokalisiert sowie der Verlauf der Limesstraße näher untersucht werden.

### Holz-Erde-Lager 1 und 2
Das früheste Holz-Erde-Lager 1 entstand während der frühen Okkupationszeit durch die nach Norden vorrückenden Truppen und bestand für knapp zwei Jahrzehnte darüber hinaus. Archäologische Befunde aus dieser ersten Phase liegen kaum vor, jedoch sind wir inschriftlich über die daran beteiligten Truppenteile unterrichtet.
Nach der Konstituierung der Provinz Dacia inferior unter Hadrian, etwa um die Jahre 119/220 wurde das neue Holz-Erde-Lager 2, diesmal als reguläres Standlager einer Ala, errichtet, das zu den bedeutendsten Lagern der neu errichteten Provinz zählte. Dieses besaß einen rechteckigen Grundriss von 169 m mal 190,4 m, was einer Fläche von 3,21 Hektar entspricht. Mit seiner Praetorialfront (Vorderseite) war es nach Nordosten hin orientiert. Umwehrt war es mit einem 6,00 m breiten und 1,00 m hohen Holz-Erde-Wall. Auf dem Befestigungswall befand sich ein 1,10 m breiter Patrouillenweg aus Ziegelsteinen, die direkt ins Erdreich verlegt waren. Als Annäherungshindernisse dienten zwei Gräben, von denen der innere 4,80 m breit und 3,50 m tief war, während der äußere nur eine Breite von 4,30 m und eine Tiefe von 3,15 m erreichte. Vor den Kastelltoren waren beide Gräben unterbrochen. Von der Innenbebauung konnten die Lagerhauptstraßen, die Principia und insgesamt sechs Holzbaracken identifiziert werden. Die Agglomeration zahlreicher Truppen (siehe weiter unten) in der ersten Bauphase hatten wohl zu der ungewöhnlichen Größe des Lagers geführt, die auch in der zweiten Bauphase erhalten blieb.

### Steinkastell
Mittels einer Bauinschrift konnte die Errichtung des Steinkastells auf das Jahr 205 datiert werden. Das Original der Inschrift befindet sich im Muzeul Național de Istorie a României (Nationalmuseum der Geschichte Rumäniens) in Bukarest.
Die Bauinschrift lautet in Majuskeln:
Sie wird zu folgendem Text transkribiert:
Danach wurden in dem Jahr die Fundamente des Kastells erneuert, als Septimius Severus (193–211) zum dreizehnten Mal im Besitz der tribunizischen Gewalt, zum elften Mal Imperator und zum dritten Mal Konsul war (= 205).

Grundriss des Steinkastells

Gegenüber dem Holz-Erde-Lager wurde das Kastell noch einmal ein wenig erweitert und beanspruchte nun mit seinem rechteckigen Grundriss von 198 m mal 176,60 m eine Grundfläche von 3,5 Hektar. Umwehrt wurde es mit einer 1,40 m mächtigen Mauer, die in der Technik des Opus incertum konstruiert war. Vor der Mauer verlief als Annäherungshindernis ein dreifaches Grabensystem. Die Abmessungen der beiden inneren Gräben entsprachen denen des Holz-Erde-Lagers. Der äußere Graben war sechs Meter breit und 3,30 m tief. Im Gegensatz zu den beiden anderen Gräben war er nicht vor den Kastelltoren unterbrochen. Die Ecken der Wehrmauer waren mit trapezförmigen (4,6 m / 5,0 m / 5,0 m / 6,5 m) Ecktürmen besetzt. Sich an dem älteren Holz-Erde-Lager orientierend war das Kastell mit seiner Praetorialfront (Vorderfront) nach Nordosten hin ausgerichtet und mit insgesamt vier Toren versehen. Drei der Tore hatten eine einfache Durchfahrt von sieben Metern Breite, die Porta praetoria (Haupttor) besaß eine doppelte Durchfahrt, war insgesamt jedoch nur 6,50 m breit. Flankiert wurden die Tore von nach innen vorspringenden Tortürmen. Bei der Porta praetoria wurde ein Turmgrundriss von 5,45 m mal 6,67 m ermittelt.
In der Zeit des Philippus Arabs (244–249) fanden Reparaturmaßnahmen statt, von denen jedoch nur die Innenbauten des Lagers betroffen waren. Nur kurze Zeit später, vermutlich während eines Einfall der Goten in den Jahren 249 bis 251, wurde das Kastell zerstört und nicht wieder neu errichtet.
Im Innenbereich wurden die Via praetoria (Lagerhauptstraße), die Via principalis (große Lagerquerstraße), die Via quintana (rückwärtige Lagerquersstraße) und die Via decumana (rückwärtige Lagerstraße) lokalisiert und untersucht. Die Via praetoria war 16,20 m breit und auf beiden Seiten von 1,50 m tiefen Portiken flankiert. Ihr Belag bestand aus einer Pflasterung aus Fels- und Backsteinbrocken. Die Via principalis war 24,00 m breit und ungepflastert. Die Breite der Via decumana belief sich auf 14,20 m, die der Via quintana auf 13,00 m; lediglich die erste der beiden war mit einer Pflasterung bedeckt.

#### Principia

Grundriss der Principia des Steinkastells

Die, wie üblich, im Zentrum des Kastells befindlichen Principia (Stabsgebäude), wurden auf einem knapp einen Meter dicken Steinfundament aus Backsteinen errichtet. Die Principia maßen 43,20 m mal 37,40 m und nahmen somit eine Grundfläche von 1.615 Quadratmetern ein. Dies entspricht einem Anteil von 4,6 % der gesamten Kastellfläche, was unterdurchschnittlich und vermutlich dem Umstand geschuldet ist, dass die Lagerstraßen in Slăveni außergewöhnlich breit konzipiert waren. Der Eingang war 4,40 m breit und auf jeder Seite von drei Räumen flankiert, die als fünf Meter tiefe Raumflucht den Gebäudekomplex zur Via principalis hin abschlossen. Der Eingang öffnete sich zu einem 16,40 m mal 28,50 m (= 467,40 m²) großen Innenhof, der von Portiken gesäumt, und auf der rechten und der linken Seite von jeweils vier weiteren Räumlichkeiten flankiert war. Ungewöhnlich viele Waffenfunde weisen darauf hin, dass zumindest einige dieser Räume als Armamentaria (Waffenkammern) gedient haben. Auf den Innenhof folgte eine 35,40 m mal 9,00 m (= 318,6 m²) große Basilika, deren Rückseite von einer Flucht aus mehreren Räumen abgeschlossen wurde. Im Zentrum dieser Raumflucht befand sich das mit einer Apsis und einem Keller für die Truppenkasse versehene Fahnenheiligtum (aedes oder sacellum). Dieses wies mit einer Grundfläche von 10 m mal 10 m und einem Apsidenradius von 5,60 m eine beachtliche Größe auf.

#### Praetorium
Nordwestlich der Principia, im latus sinistrum (linke Kastellhälfte) befand sich das Praetorium (Wohnhaus des Kommandanten), ein Backsteingebäude mit den Abmessungen von 19,50 m mal 36,00 m (= 702 m²). Die Gebäudestruktur weist gewisse Ähnlichkeiten mit Villen vom mediterranen Typ auf. Man betrat den Komplex durch einen langgestreckten Korridor, der hier wohl die Funktion eines Peristyls übernahm und dessen Seiten von jeweils vier Räumen flankiert waren. Der Korridor öffnete sich an seinem Ende zu einem Atrium das von insgesamt acht weiteren Räumen eingeschlossen wurde.

#### Horreum
Westlich des Praetoriums, zwischen diesem und der Porta principalis sinistra (linkes Seitentor), wurde ein weiteres Großgebäude mit den Abmessungen von 14,00 m mal 35,20 m (= 497,00 m²) aufgrund seiner Stützpfeiler als Horreum (Speichergebäude) identifiziert. An jeder der beiden Längsseiten wurden acht Stützpfeiler in perfekter Symmetrie zueinander ausgemacht, drei weitere befanden sich an der Rückseite des Gebäudes. Vermutlich wegen ihrer größeren Robustheit wurden bei der Konstruktion dieses Gebäudes Feldsteine statt Backsteinen verwendet.

#### Mannschaftsbaracken
In allen vier Vierteln des Lagers konnten die Mannschaftsbaracken identifiziert werden.

#### Vermeintliche Ställe und sonstige Gebäude
Insgesamt vier größere Gebäude wiesen ähnliche Abmessungen wie die Mannschaftsbaracken auf. Jeweils eines befand sich in jeder Ecke des Kastells, zwischen der Via sagularis und den Kopfbauten der zweifelsfrei identifizierten Mannschaftsbaracken. Ihre Flucht war rechtwinklig zu diesen ausgerichtet, also per strigas und nicht per scamna orientiert. Diese Gebäude sind verschiedentlich, unter anderem von den Ausgräbern, als Pferdeställe angesprochen worden, eine Interpretation die umstritten ist. Für Ställe spricht das Fehlen einer Unterteilung in einzelne Räume und das Fehlen eines gepflasterten Bodens, wie er bei den gesicherten Mannschaftsbaracken des Lagers durchgängig Verwendung fand. Gegen Ställe spricht zum einen, dass diese Gebäude offenbar mit Veranden versehen waren, die bei Ställen keinen Sinn ergeben würden, und zum anderen, das diese Gebäude, so sie denn Ställe gewesen sein sollten, nicht zur Unterbringung aller Perde der Garnison ausgereicht hätten. Felix Marcu vermutet, dass es sich tatsächlich um weitere Mannschaftsbaracken handele und dass die Pferde außerhalb des Lagers untergebracht gewesen worden seien.
Ein weiteres Großgebäude mit den Abmessungen von 18 m mal 22 m (= 396 m²) wurde zwischen den Principia und der Porta principalis dextra (rechtes Seitentor) festgestellt. Die Innenaufteilung ist nicht gänzlich geklärt und es gibt einander widersprechende Interpretationsansätze. So wurde das Gebäude als Valetudinarium (Lazarett), Fabrica (Werkstätte), weiteres Praetorium oder weiteres Lagergebäude angesprochen. Keine dieser Hypothesen konnte jedoch letztlich signifikant belegt werden.

### Auxiliarvicus, Kastellthermen, Töpferwerkstatt und Mithräum
Zwischen dem Militärlager und dem Ufer des Olt erstreckte sich auf einer nordsüdlich verlaufenden Länge von rund einem Kilometer der Auxiliarvicus. Der Vicus war eine zivile Siedlung, die bei nahezu jedem römischen Militärlager anzutreffen ist und in der sich die Wohnquartiere der Angehörigen von Soldaten, der Veteranen, Handwerker, Händler, Schankwirte, Prostituierten und anderer Dienstleister befanden.
Die Thermen des Kastells befanden sich knapp 100 m östlich des Kastells, näher zum Olt gelegen, um eine unproblematische Abwasserentsorgung zu gewährleisten. Das Balineum war vom Ringtypus und bestand aus insgesamt acht Räumen in zwei Raumfluchten. Die Räume der östlichen Raumflucht waren nicht beheizbar, während die westliche Raumflucht mit einer Hypokaustanlage (Fußboden- und Wandheizung) ausgestattet war. Ein Raum auf der Ostseite und drei Räume auf der Westseite waren mit Apsiden ausgestattet.
Bei den Ausgrabungen im Bereich des Auxiliarvicus von Slăveni wurden viele Spuren und Fundmaterialien entdeckt, die auf eine rege Tätigkeit von Handwerkern wiesen, welche Eisen, Blei, Knochen und andere Materialien verarbeiteten. Auch eine Glasproduktionsstätte scheint es in dem Vicus gegeben zu haben. Die meisten Spuren hinterließen Töpfer, die nordöstlich der Thermen, unmittelbar am Ufer des Olts und wegen der potentiellen Brandgefahr mit gewissem Sicherheitsabstand zu den Wohnhäusern der Siedlung, mehrere Produktionsöfen betrieben, von denen fünf lokalisiert und untersucht werden konnten. Ebenfalls wurde der zur Keramikherstellung notwendige Brunnen und ein Abwasserkanal identifiziert. Zum Produktionsspektrum der Keramikwerkstatt gehörten graue, schwarze und dunkelrote Gefäße, grobkörnige Gefäße in dakischer Tradition, mit Stempeldekoren verzierte Gefäße sowie Reliefs, Terrakottafiguren und Öllampen.
Bereits 1837 waren durch einen Erdrutsch am Ufer des Olts Ruinen freigespült worden, die mit dem Kenntnisstand der damaligen Zeit untersucht und als Mithräum (Kultstätte zur Verehrung des Gottes Mithras) identifiziert wurden. Eine zeitnahe Publikation erfolgte in einigen rumänischen Zeitschriften. Constantin C. Petolescu versuchte 1976 die zu diesem Zeitpunkt bereits fast 140 Jahre zurückliegenden Befunde zu rekonstruieren.

### Truppen
Insbesondere in der frühen Zeit seiner Existenz wurde das Kastell von zahlreichen Einheiten und Teileinheiten frequentiert, bis sich schließlich die Ala I Hispanorum als Stammeinheit heraus kristallisierte. epigraphisch sind Vexillationes der Legio V Macedonica, der Legio XI Claudia und der Legio XIII Gemina bezeugt. Ferner der Numerus Surorum, die Ala I Claudia Nova Miscellanea, die Cohors I Flavia Commagenorum, möglicherweise die Cohors I Bracaraugustanorum und die schon eingangs erwähnte Ala I Hispanorum.
- Die Ala I Hispanorum scheint die Stammeinheit des Kastells und von seinen Anfängen bis zu seinem Ende dort stationiert gewesen zu sein. Sie ist rund anderthalb Jahrhunderte durch zahlreiche Inschriften nachgewiesen, die zum Teil detaillierte Einblicke in den Alltag der Truppe, ihre religlösen Gepflogenheiten und einzelne ihrer Offiziere und Unteroffiziere gewähren.[37]

- Die Vexillatio Legionis V Macedonica ist hauptsächlich durch Ziegelstempel vertreten, die sich in den Fundamenten der severianischen Mauer fanden, aber auch in anderen Kastellbereichen vorkamen. Die in einer rechteckigen Kartusche mit abgerundeten Ecken spiegelverkehrt ausgeführten Stempelprägungen sind relativ nachlässig ausgeführt.[38]

- Eine Vexillatio Legionis XI Claudia ist nicht gesichert. Zwar hatte Grigore Tocilescu vor rund 100 Jahren einen solchen Stempel beschrieben, aber nachdem in einem Dutzend Grabungskampagnen in Slăveni keine weiteren Inschriften dieses Typs gefunden worden waren, tendierte Dumitru Tudor zu der Ansicht, dass sich Tocilescu verlesen haben könnte und es tatsächlich mit einem Stempel der Legio XIII zu tun hatte. Andererseits scheint es natürlich auch nicht ausgeschlossen, dass ein Stempel der Legion XI, von der eine Vexillation im benachbarten Kastell Romula nachgewiesen scheint[39], von dort aus bis nach Slăveni gelangt sein könnte.[40]

- Von der Vexillatio Legionis XIII Gemina liegen sorgfältig gearbeitete Stempel vor. Sie finden sich nicht nur im unmittelbaren Kastellbereich, sondern, sekundär verwendet auch im Auxiliarvicus. Typisch für den Fundort Slăveni ist das Fehlen des Gemina-Epithetons.[38]

- Der Numerus Surorum, eine Einheit von Bogenschützen aus der Provinz Syria, hinterließ in Slăveni Ziegelstempel in der Form NS und N, teilweise invers geprägt. Eine zeitliche Einordnung ist insofern möglich, als die Truppe frühestens im Zusammenhang mit der Okkupation Dakiens aufgestellt wurde und unter Septimius Severus dauerhaft in die Provinz Mauretania Caesariensis abkommandiert wurde.[41]

- Die Ala I Claudia Nova Miscellanea wurde von Dumitru Tudor postuliert. Nach einem jüngeren Vorschlag von Constantin C. Petolescu könnte die vorliegende Stempelung ACL jedoch auch zu Ala I Claudia Gallorum Capitoniana aufgelöst werden.[42]

- Die Cohors I Flavia Commagenorum ist durch zahlreiche Ziegelstempel in Slăveni belegt. Ihre Inschriften liegen aber ebenso in Acidava, Ramidava und Romula vor, ohne das gänzlich klar ist, in welchem dieser dakischen Lager sie nun ihren Hauptstandort hatte.[42]

- Die Cohors I Bracaraugustanorum wurde von Dumitru Tudor postuliert. Tatsächlich lassen die epigraphischen Zeugnisse, die nur in der Stempelform CIB vorliegen, einigen Interpretationsspielraum zu und könnten auch als Cohors I Batavorum, Cohors I Brittonum oder Cohors I Britannica gelesen werden. Stratigraphisch ließen sich die Inschriftenfunde CIB der frühesten Zeit des Kastells zuordnen.[43]

## Fundverbleib und Denkmalschutz
Die Aufbewahrung und Präsentation des archäologischen Fundmaterials aus Slăveni erfolgt im Muzeul Olteniei in Craiova.
Die gesamte archäologische Stätte und im Speziellen das Kastell stehen nach dem 2001 verabschiedeten Gesetz Nr. 422/2001 als historische Denkmäler unter Schutz und sind mit dem LMI-Code OT-I-s-A-08533 in der nationalen Liste der historischen Monumente (Lista Monumentelor Istorice) eingetragen. Zuständig ist das Ministerium für Kultur und nationales Erbe (Ministerul Culturii și Patrimoniului Național), insbesondere das Generaldirektorat für nationales Kulturerbe, die Abteilung für bildende Kunst sowie die Nationale Kommission für historische Denkmäler sowie weitere, dem Ministerium untergeordnete Institutionen. Ungenehmigte Ausgrabungen sowie die Ausfuhr von antiken Gegenständen sind in Rumänien verboten.